# Trial-E
Trial-E fou la categoria reservada a motos elèctriques del campionat del món de trial a l'aire lliure. Instaurat el 2017 per la FIM, el campionat s'anomenà oficialment FIM Trial-E Cup i admetia participants majors de 14 anys.
El campionat es cancel·là després de la temporada del 2021, ja que a partir del 2022, les motos elèctriques passaren a formar part del nou campionat Trial3, reservat a pilots de 14 a 21 anys.

## Historial
| Edició | Any  | Campió           | Motocicleta |
| ------ | ---- | ---------------- | ----------- |
| I      | 2017 | Marc Colomer     | Gas Gas     |
| II     | 2018 | Loris Gubian     | Gas Gas     |
| III    | 2019 | Albert Cabestany | Gas Gas     |
| IV     | 2020 | Albert Cabestany | Gas Gas     |
| V      | 2021 | Gaël Chatagno    | E.Motion    |